# José María Herrera
José María Herrera Ares (San Miguel de Tucumán, 16 aprile 2003) è un calciatore argentino, attaccante del Fortaleza.

## Caratteristiche tecniche
Gioca come ala sinistra.

## Carriera

### Club
Herrera è cresciuto nel settore giovanile dell'Argentinos Juniors, con cui ha debuttato l'11 giugno 2022 nell'incontro di Primera División perso 1-0 contro il Sarmiento (J). Ha segnato il suo primo gol il 16 luglio nella trasferta vinta 3-1 contro il Barracas Central.

### Nazionale
Ha giocato nella nazionale argentina Under-16.

## Statistiche

### Presenze e reti nei club
Statistiche aggiornate al 2 aprile 2024.
| Stagione        | Squadra            | Campionato      | Campionato | Campionato | Coppe nazionali | Coppe nazionali | Coppe nazionali | Coppe continentali | Coppe continentali | Coppe continentali | Altre coppe | Altre coppe | Altre coppe | Totale | Totale | Totale |
| Stagione        | Squadra            | Comp            | Pres       | Reti       | Comp            | Pres            | Reti            | Comp               | Pres               | Reti               | Comp        | Pres        | Reti        | Pres   | Reti   |        |
| --------------- | ------------------ | --------------- | ---------- | ---------- | --------------- | --------------- | --------------- | ------------------ | ------------------ | ------------------ | ----------- | ----------- | ----------- | ------ | ------ | ------ |
| 2022            | Argentinos Juniors | PD              | 20         | 1          | CA+CdL          | 0               | 0               |                    | -                  | -                  |             | -           | -           | 20     | 1      |        |
| 2023            | Argentinos Juniors | PD              | 13         | 0          | CA+CdL          | 0               | 0               | CL                 | 1                  | 0                  |             | -           | -           | 14     | 0      |        |
| 2024            | Argentinos Juniors | PD              | 0          | 0          | CA+CdL          | 0+10            | 0+1             |                    | -                  | -                  |             | -           | -           | 10     | 1      |        |
| Totale carriera | Totale carriera    | Totale carriera | 33         | 1          |                 | 10              | 1               |                    | 1                  | 0                  |             | -           | -           | 44     | 2      |        |